# Lucien Campeau (cardiologue)
Pour les articles homonymes, voir Lucien Campeau et Campeau.
Lucien Campeau, (20 juin 1927 - 15 mars 2010), est un cardiologue canadien.

## Biographie
Lucien Campeau effectué des travaux sur pontages coronariens, une classification de l’angine, et a initié la technique radiale qui consiste à utiliser l’artère du poignet comme porte d’entrée pour effectuer la coronarographie et la dilatation des artères coronaires.
Ayant obtenu son doctorat en médecine à l’université Laval en 1953, Lucien Campeau a réalisé son Fellowship en cardiologie à l'université Johns-Hopkins à Baltimore en 1956-1957. Il a par la suite obtenu le certificat de spécialiste en cardiologie du Collège des Médecins et Chirurgiens de la Province de Québec en 1960 ainsi que le titre de Fellow de l’American College of Cardiology en 1967. Il a rejoint la Faculté de médecine de l’université de Montréal en 1961 à titre de professeur. Au cours de sa carrière, il a occupé différents postes à l’ICM, notamment celui de cardiologue, chercheur, clinicien, directeur de l’enseignement, chef du laboratoire d’hémodynamie et chef du département de médecine. Il était aussi professeur émérite et titulaire de clinique à l’université de Montréal.
Il a été lauréat du prix Jean Lenègre, du prix Wilbert J. Keon Award, du prix Carsley, du prix Cœur Québec de la Fondation des maladies du cœur du Québec pour ses réalisations en recherche, ainsi que du prix d’excellence en Recherche de la Société Canadienne de Cardiologie. De plus, l’Association des cardiologues du Québec a nommé Lucien Campeau « Cardiologue émérite 2004 ».
Il meurt le 15 mars 2010,,,.